# Richardson (Teksas)
Richardson je grad u američkoj saveznoj državi Teksas. Prema popisu stanovništva iz 2010. u njemu je živjelo 99.223 stanovnika.